# Procryphocricos
Procryphocricos is een geslacht van wantsen uit de familie van de Naucoridae (Zwemwantsen). Het geslacht werd voor het eerst wetenschappelijk beschreven door Polhemus in 1991.

## Soorten
Het genus bevat de volgende soorten:

- Procryphocricos macoita Sites & Camacho, 2014
- Procryphocricos perplexus J. Polhemus, 1991
- Procryphocricos pilcopata Sites & Shepard, 2015
- Procryphocricos quiu Sites & Camacho, 2014